# Іса (Каґосіма)
І́са (яп. 伊佐市, いさし, МФА: [isa ɕi̥]?) — місто в Японії, в префектурі Каґошіма. Розташоване в північній частині префектури.    Отримало статус міста 2008 року. Площа становить 392,36 км². Станом на 1 липня 2012 року населення складало 28 471  осіб, густота населення — 72,6 осіб/км².  Основою економіки є сільське господарство, тваринництво, виробництво традиційних алкогольних напоїв. У 1981 році в місті були відкриті поклади золота і срібла, завдяки чому Іса перетворилася на найбільший японський золотовидобувний регіон.  В місті розташовані 120-метровий водоспад Соґі, який називають «японською Ніагарою», а також гарячі ванни на термальних водах. 

## Географія
Іса лежить у западині Окучі, у районі верхньої і середньої течії річки Сендай, що впадає у Східно-Китайське море. Місто оточене горами. 

### Клімат
Місто знаходиться у зоні, котра характеризується вологим субтропічним кліматом. Найтепліший місяць — серпень із середньою температурою 26.7 °C (80 °F). Найхолодніший місяць — січень, із середньою температурою 7.8 °С (46 °F).
| Клімат Іси              | Клімат Іси | Клімат Іси | Клімат Іси | Клімат Іси | Клімат Іси | Клімат Іси | Клімат Іси | Клімат Іси | Клімат Іси | Клімат Іси | Клімат Іси | Клімат Іси | Клімат Іси |
| Показник                | Січ.       | Лют.       | Бер.       | Квіт.      | Трав.      | Черв.      | Лип.       | Серп.      | Вер.       | Жовт.      | Лист.      | Груд.      | Рік        |
| Середній максимум, °C   | 11         | 12         | 15         | 19         | 22         | 24         | 28         | 29         | 27         | 23         | 19         | 14         | 20         |
| Середня температура, °C | 8          | 8          | 11         | 16         | 19         | 22         | 26         | 27         | 25         | 20         | 15         | 10         | 17         |
| Середній мінімум, °C    | 4          | 5          | 8          | 13         | 17         | 20         | 24         | 25         | 22         | 17         | 12         | 7          | 14         |
| Норма опадів, мм        | 81         | 128        | 171        | 224        | 251        | 335        | 229        | 225        | 317        | 250        | 142        | 85         | 2437       |
| ----------------------- | ---------- | ---------- | ---------- | ---------- | ---------- | ---------- | ---------- | ---------- | ---------- | ---------- | ---------- | ---------- | ---------- |
| Джерело: Weatherbase    |            |            |            |            |            |            |            |            |            |            |            |            |            |

## Історія
У середньовіччі землі Іси належали самурайському роду Хішікарі, який протистояв роду Шімадзу. У період Едо (1603–1867) територія сучасного міста належала автономному уділу Сацума.
Засноване 1 листопада 2008 року шляхом злиття таких населених пунктів:
- міста Окучі (大口市)
- містечка Хішікарі повіту Іса (伊佐郡菱刈町)